# J.G. Westmans barnbördshus
J.G. Westmans barnbördshus var ett barnbördshus i Linköping, verksamt från 1907 till 1946. 

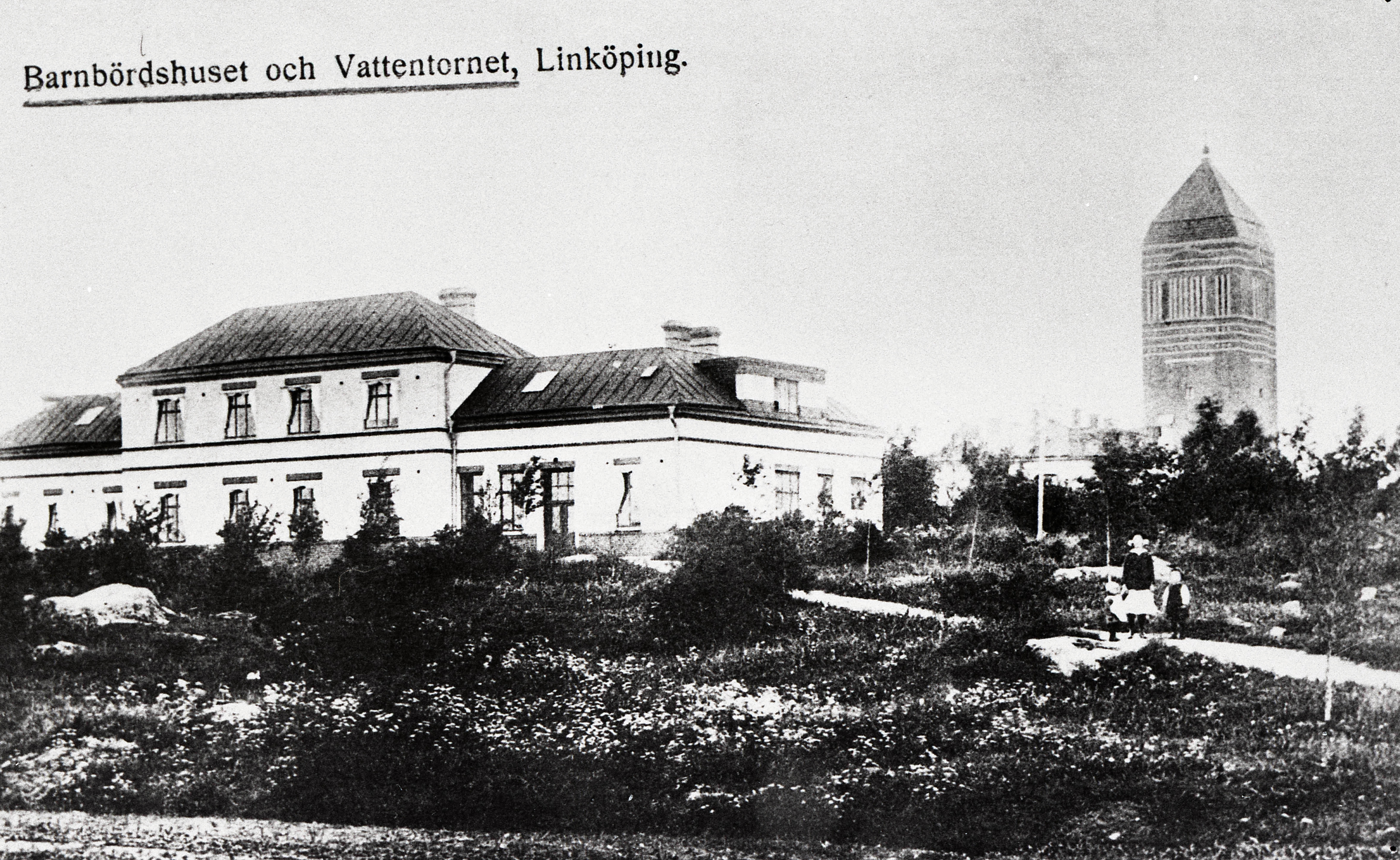
J G Westmans barnbördshus

## Historik
Militären och godsägaren Henric Johan Ludvig Westman donerade en större summa pengar till att uppföra ett barnbördshus i Linköping. Barnbördshuset uppfördes 1907 på epidemisjukhusets område och det gavs namnet J.G. Westmans barnbördshus till minnet av Henric Westmans farfar.
Till en början var det ett kommunalt barnbördshus och övertogs 1926 av Östergötlands läns landsting. Då hade barnbördshuset plats för 30 kvinnor. Barnbördshuset kom att vara i samma lokaler fram till 1946, då en nyöppnad kvinnoklinik uppfördes på sjukhusområdet i Linköping.

## Arkivhandlingar
Arkivet för J.G. Westmans barnbördshus (1908–1946) ingår i arkivet för kvinnokliniken vid Universitetssjukhuset i Linköping och förvaltas av Regionarkivet i Östergötland. Arkivet består till största delen av patientjournaler men innefattar även protokoll, årsberättelser med mera.